# Mines de Schefferville
Les mines de Schefferville rassemblent plusieurs grandes mines de fer situées à l'est du Canada au centre de la péninsule du Québec-Labrador autour de la ville de Schefferville.

## Géographie
Les mines de Schefferville se situent au Labrador dans la province de Terre-Neuve-et-Labrador et au Québec, sur la ligne de partage des eaux constituant la frontière entre le Québec et Terre-Neuve-et-Labrador. Les mines s'étendent sur 35 km de long selon un axe allant du sud-est vers le nord-ouest. La ville de Schefferville, située au Québec, se trouve au nord-est à environ 2 km des sites les plus proches, entre le lac Knob au sud et le lac Pearce au nord, sur un immense plateau lacustre occupé à moitié par les lacs et les tourbières.
La fosse du Labrador qui s’étend sur 1 500 km à travers le Québec et le Labrador pour 100 km de large est l'une des principales régions productrices de minerai de fer au monde.
Les gisements de Schefferville se rencontrent dans une zone de relief appalachien typique, toute en échines parallèles, au sommet aplani, entre lesquelles s'insinuent des dépressions généralement occupées par des lacs allongés. Les gisements affleurent sur le rebord nord de la vallée de la rivière Howells entre 500 m et 700 m d'altitude.
Les lieux d'extraction se situent sur le plateau du Labrador, au nord de la profonde vallée glaciaire de la rivière Howells venant de l'ouest du lac Howells et avancée en territoire québécois, prolongement géologique des lacs Menihek situés au sud et alimentés par la rivière Ashuanipi.
L'extraction est réalisée à ciel ouvert, chaque mine se présente comme une grande excavation allongée, aux versants taillés en larges gradins.

## Géologie
Fragment du bouclier canadien, la péninsule du Québec-Labrador possède une structure géologique complexe. Les  minerais exploitables se rencontrent dans les roches sédimentaires de la bordure occidentale du géosynclinal du Labrador. Le gisement de Schefferville est situé sur la fosse du Labrador qui constitue l'une des plus grandes réserves de fer au Canada et dans le monde.
Le minerai est riche et se trouve en quantité considérable. La plus grande partie des gisements se trouvent à fleur de sol, se présentant en lentilles allongées, contenant en moyenne chacun de 10 à 20 millions de tonnes de minerai. Dans la région du lac Knob, sur une distance de 65 km, les réserves actuellement connues s'élèvent à plus de 250 millions de tonnes. Sur les 400 millions de tonnes estimées à l'origine, 150 millions de tonnes ont été extraites depuis 1954.
Les deux cinquièmes de ce total sont groupés à l'intérieur d'un petit périmètre de 16 km de long sur 5 km de large. Le minerai affleure sur les versants des collines, à peine recouvert parfois par quelques pieds de moraine glaciaire, dont les blocs sont eux-mêmes du minerai. La profondeur des gisements exploitables n'excède pas habituellement 30 à 100 mètres, bien que certains descendent jusqu'à 200 mètres.

## Histoire

### Découverte des gisements
Des références écrites à des occurrences minérales dans la région de Schefferville ont été incluses pour la première fois dans les journaux du missionnaire Louis Babel en 1854.
Albert Peter Low utilisa les notes de Louis Babel. Ses explorations au centre de la péninsule de Québec-Labrador en 1892-1895 révélèrent l'existence probable de minerai dans cette région. Les premières découvertes effectives de minerai de fer furent réalisées par James E. Gill et William R. James en 1929. Trois découvertes furent réalisées cette année, mais en faible quantités et dans des zones éloignés ne permettant pas un développement minier.
En 1936, un groupe d'hommes d'affaires de la finance et de l'industrie minière de Montréal et New-York, sous le nom de Weaver Minerals Limited, approcha le gouvernement de Terre-Neuve pour mener des études géologiques et développer une concession d'approximativement 20 000 milles carrés (51 800 km2) dans l'ouest du Labrador.
Weaver Minerals Limited fut absorbée le 31 mars 1937 par la Labrador Mining and Exploration Company Limited, qui se vit octroyer des droits d'exploration et d'exploitation étendus dans l'ouest du Labrador, à la condition de mener des études géologiques, et fournir les informations au gouvernement qui en deviendrait propriétaire. L'agrément fut acté le 7 novembre 1938 puis révisé le 22 octobre 1944.
Une mission d'exploration, dirigée par Joseph Arlington Retty se rendit sur les lieux. En 1937, le guide innu Mathieu André mit le groupe sur la piste d'importants gisements de minerai de fer aux abords du lac Sawyer à quelque 80 km au nord-ouest des chutes Churchill. Il n'y avait alors aucun établissement dans la région. En 1938, Joseph Arlington Retty repéra d'autres gisements dans les environs dont certains chevauchent la frontière Labrador-Québec.
En 1942, Jules Timmins, entrepreneur minier canadien président de Hollinger Consolidated Gold Mines Limited acquit la Labrador Mining and Exploration Company Limited, et intéressa l'homme d'affaires américain George Humphrey de M. A. Hanna Company dans les dépôts du Labrador. La Labrador Mining and Exploration Company Limited fit prospecter systématiquement le bassin supérieur de la rivière Hamilton (renommée fleuve Churchill en 1965) de 1936 à la fin 1945, et prouva l'existence d'importantes réserves de minerai de fer à haute teneur au centre du Labrador.
En 1942, la Hollinger North Shore Company Limited, une filiale canadienne à 100% de Hollinger Consolidated Gold Mines Limited, fut constituée au Québec pour suivre, explorer et établir des droits sur la région du Nouveau-Québec (ancien district de l'Ungava) où du minerai de fer fut localisé par Albert Peter Low. En 1942, la société acquit des droits de prospection et d’exploration minière sur environ 3 900 milles carrés (10 101 km2) de terres au Nouveau-Québec dans la région des lacs Attikamagen-Wokuach situés au nord et à l'ouest du territoire frontalier du Labrador.
Un programme d'exploration intensive fut entrepris dans la région de Schefferville entre 1945 et 1949.

### Exploitation par la Compagnie minière IOC
En 1949, la Labrador Mining and Exploration Company Limited (devenue plus tard Labrador Iron Ore Royalty Corporation) conclut des partenariats avec sept autres aciéries et minières pour former la Compagnie Iron Ore du Canada (Iron Ore Company of Canada), en vue d’exploiter le minerai de fer découvert sur le site. IOC est alors une filiale de la compagnie américano-canadienne Hollinger-Hanna (filiale de Labrador Iron Ore Royalty Corporation) qui lui sous-loue les baux minier hérités de l'accord statutaire de 1938 (The Labrador Mining and Exploration Company Limited Act) portant sur 22 000 milles carrés.
Pour la partie québécoise, le 26 février 1946, un bail minier de 20 ans avait été accordé à la Hollinger North Shore Exploration Co. au Nouveau-Québec par le gouvernement du Québec. Le 17 avril 1946, le gouvernement de Maurice Duplessis fit adopter une loi octroyant un permis d'exploitation sur un territoire de 300 milles carrés (777 km2) au Nouveau-Québec. La loi prévoyait aussi un permis spécial de recherche sur 3 900 milles carrés.
Un bail minier fut délivré à Hollinger North Shore Exploration Co. en 1953 en vertu de l'Acte de l'Assemblée nationale du Québec promulgué en 1946. 
Les prospecteurs s'installèrent au centre de leur zone de prospection, sur le rebord de la vallée du ruisseau Burnt (anglais : Burnt Creek) qui se jette au nord dans le lac Juin.
Les premières infrastructures permanentes de prospection du secteur de Schefferville virent le jour à Burnt Creek en 1947. La cabane de Burnt Creek fut notamment le lieu de la décision de lancer la Compagnie Iron Ore du Canada en 1947.
Le camp des employés de la Labrador Mining and Exploration Company installé à Burnt Creek consistait en une vingtaine de baraquements en 1948.
Le site de Burnt Creek fut choisi à l'origine, mais un forage au hasard révéla que directement sous le site se trouvaient plus de 10 millions de tonnes de minerai à haute teneur en fer.
Le camp changea de site pour s'installer sur le col séparant le lac Knob et le lac Pearce composé de sable et de gravier fluvio-glaciaires. Le nouveau camp devint plus tard la ville de Schefferville.
Les premières installations marquent encore le paysage de la ville de Schefferville.
L'exploitation du minerai a été subordonnée à la construction d'une voie ferrée longue de 635 km reliant les gisements au port de Sept-Îles, sur la rive nord de l'estuaire du Saint-Laurent, et à l'aménagement d'un quai de chargement dans ce port. Le choix de Sept-Îles comme terminus maritime du chemin de fer s'imposait par l'existence d'une baie abritée, avec des profondeurs permettant l'accès des plus gros navires, et par sa situation au débouché de la rivière Moisie, ouvrant une brèche dans le rebord du plateau. La construction du chemin de fer de la Côte-Nord et du Labrador (anglais : Quebec North Shore and Labrador ou QNS&L) a débuté en 1950. Le chemin de fer fut mis en service en 1954. II s'agit d'une voie unique avec, de distance en distance, des évitements où les trains montants, généralement vides, sont garés pour laisser le passage aux trains descendants chargés de minerai.
Le barrage du lac Menihek fut construit entre 1951 et 1954, à 42 km de Schefferville, le barrage étant utilisé comme pont ferroviaire. L'énergie est fournie par la centrale hydroélectrique Menihek, installée au déversoir des lacs Menihek sur la rivière Ashuanipi. Utilisant une chute d'eau d'environ 10 m de hauteur, la puissance installée est de 10 000 kvA.
L'extraction débuta dès 1954 dans la région du lac Knob, la qualité exceptionnelle du minerai compensant les inconvénients de la position continentale. La production de minerai augmenta rapidement : 2,25 millions de tonnes en 1954, 6 millions de tonnes en 1955 et 12 millions de tonnes en 1956. Près des mines, Schefferville, qui reçut une existence légale le 1er août 1955, atteignait 3 500 habitants et était la plus grande ville du Labrador en 1956. Entre 1950 et 1954, IOC emploie 6 900 travailleurs, dont plus de 3 900 viennent de Terre-Neuve et du Labrador.
La mine French, située à environ 4 km à l'ouest de Schefferville, fut exploitée à cette époque, désormais occupée par un lac artificiel.
Alors que la technologie de la sidérurgie évolua les années suivantes, l’accent fut mis davantage sur les gisements de la région de Wabush à partir de 1957. La ville de Labrador City fut créée en 1961. L'expédition directe de minerais depuis Schefferville diminua.
Dans les années 1980, une baisse de la demande mondiale entraîne le licenciement de travailleurs.
La Hanna Mining Company, durement touchée par la faiblesse du secteur du minerai de fer, vendit en juillet 1982 sa participation dans la Labrador Mining and Exploration Company Limited et la société Hollinger North Shore Exploration Inc. à Norcen Energy Resources Limited au prix de 90 millions $. La Hanna Mining Company conserva toutefois une participation de 26,8% dans IOC, son actif le plus important au Canada. 
Le 2 novembre 1982, IOC annonce la fin des activités minières à Schefferville, entraînant la quasi-fermeture de la ville fondée en 1955 et reconnue pour son minerai de fer. Les gens auront jusqu’en juillet 1983 pour quitter les lieux. Ce sera l’exode pour près de 4 000 personnes.
La main-d'œuvre de IOC fut transférée à Labrador City et le trafic de minerai de fer cessa entre la jonction Emeril (anglais : Emeril Junction) et Schefferville. La ligne ne fut toutefois pas complètement fermée.
A la même époque, la Compagnie minière Québec Cartier annonça le 11 octobre 1984, la fin des activités de la mine de Fire Lake le 30 juin 1985, entraînant la fermeture et la démolition de toutes les infrastructures de cette ville la même année. Au début des années 1980, Gagnon comptait environ 4 000 habitants.
Sur les quelque 4 000 habitants que comptait Schefferville dans ses meilleures années, il ne resta plus que 200 habitants dans les années 2000, sans compter la réserve indienne de Matimekosh.

### Relance de l'activité minière
À la suite de la fermeture des opérations minières de IOC, les droits miniers détenus par IOC au Labrador sont retournés à la Couronne. Entre septembre 2003 et mars 2006, Fenton and Graeme Scott, Energold Minerals Inc. et New Millennium Capital  Corp. ont commencé à établir leurs revendications sur le minerai fer du secteur de Schefferville. Afin de consolider leur propriété, Energold et ensuite Labrador Iron Mines Holdings Limited (LIMHL) conclurent des accords. LIMHL acquit par la suite des propriétés supplémentaires au Labrador. En 2009, sa filiale Schefferville Mines Inc. (SMI) a acquis les propriétés au Québec détenues par Hollinger. Toutes les propriétés du secteur des Projets Schefferville faisaient partie du patrimoine de IOC à Schefferville incluant 250 millions de tonnes de réserves et de ressources identifiées mais non exploitées par IOC dans la région. 
La construction a commencé en septembre 2010, comprenant la tuyauterie, la construction en acier, l'électricité, le génie civil et la mise en service. La première phase d'exploitation s'est déroulée sur 5 ans, avec 8,8 millions de tonnes d'enlèvement de minerai et 20 millions de tonnes d'enlèvement de déchets.
LIM a commencé la production initiale à sa mine James en juin 2011.
New Millennium Iron Corp. a été constituée en 2003 en vue d'exploiter certains gisements de minerai de fer au Québec et au Labrador dans la région de Schefferville. NML détient des concessions de taconite magnétique s’étendant sur 210 km et chevauchant la frontière du Québec et du Labrador dans la région de Schefferville.
Le Projet Taconite prévoit l’exploitation de l'un ou de deux gisements KéMag au Québec (détenu à 100 % par NML) et/ou LabMag au Labrador (détenu à 80 % par NML et à 20 % par la nation naskapie de Kawawachikamach).
New Millennium Iron Corp détient plusieurs titres dans la chaîne ferrifère Millenium, principalement autour de la vallée de la rivière Howells, notamment KéMag (80,9 km2), Howells Lake and Howells River North (66,8 km2) et LabMag (64 km2).
Tata Steel Ltd et New Millennium Iron Corp ont signé des protocoles d’accord en mars 2011 afin d'entreprendre une étude conjointe de faisabilité pour le Projet Taconite qui comprend les dépôts LabMag (3,5 MdT) et KéMag (2,1 MdT).
Le 28 avril 2011, Labrador Iron Mines signa un contrat de services ferroviaires avec Western Labrador Rail Services, une filiale à part entière de Genesee & Wyoming pour le compte de Western Labrador Rail Services, afin d'exploiter une voie de chemin de fer de 6 km nouvellement construite reliant l'usine de traitement de Silver Yards située à l'ouest de Shefferville à la ligne de chemin de fer principale exploitée par Transport Ferroviaire Tshiuetin inc. reliant Schefferville à la jonction Emeril. Western Labrador Rail Services a fourni la traction pour les trains Labrador Iron Mines en traversant la ligne Transport ferroviaire Tshiuetin et le Chemin de fer Arnaud jusqu'à Pointe Noire.
La mine James fut ouverte en juin 2011 et le premier train de minerai de fer en 30 ans quitta Silver Yards pour le Port de Sept-Îles le 29 juin 2011.
La mine Redmond fut ensuite ouverte en juillet 2013. Labrador Iron Mines livra dès sa deuxième année en 2013 un million et demi de tonnes de fer en Chine via le port de Sept-Îles.
Mais Labrador Iron Mines ne redémarra pas ses activités minières en avril 2014, avec une suspension pour une durée indéterminée à ses gisements de stade 1, y compris à la mine James. Cette décision reposa sur un certain nombre de facteurs interdépendants, notamment le faible prix du minerai de fer qui prévalait depuis 2014, les coûts prévus de l'extraction du minerai restant dans la mine James, le statut incomplet des négociations de financement et de contrat pour les services miniers, de transport et portuaires.
Labrador Iron Mines Holdings Limited annonça en avril 2015 qu’elle entamait une procédure de contrôle judiciaire sous le régime de la Loi sur les arrangements avec les créanciers des compagnies afin de faciliter la restructuration et le refinancement de ses activités. LIM n'avait pas repris ses activités minières durant les saisons d'exploitation 2014 et 2015 en raison de la détérioration du conditions du marché du minerai de fer.
La société a restructuré sa dette en 2016. Sous réserve de l'obtention d’un financement du développement, LIM était en mesure en 2017 de reprendre les activités minières dès que le prix du minerai de fer et les conditions économiques le justifieraient. Les projets LIM comprennent la propriété Houston et, sous réserve d'exploration et de mise en valeur, d'autres propriétés de minerais de fer dans les environs de Schefferville, y compris le gisement de taconite Elizabeth.
Tata Steel Minerals Canada, coentreprise créée en octobre 2010 par Tata Steel Ltd (94 %) et New Millennium Iron Corp. (6 %), a lancé en 2011 des travaux sur un projet d'extraction du minerai de fer à enfournement direct (« DSO » pour Direct Shipping Ore), situé au nord-ouest de Schefferville, avec une installation de traitement du minerai près du camp Timmins.
Le 8 août 2012, Tata Steel Minerals Canada a conclu une entente à long terme avec Genesee & Wyoming Inc. et sa filiale récente KéRail Inc. L'entente prévoit que KéRail fournira des services ferroviaires pour transporter jusqu’à 4,2 millions de tonnes de produits par an vers le point d’interconnexion de Transport Ferroviaire Tshiuetin inc., près de Schefferville. De plus, KéRail construira une voie ferrée d'environ 21 km entre le complexe minier (boucle ferroviaire) et le point d'interconnexion de la ligne Transport ferroviaire Tshiuetin. La ligne ferroviaire KéRail a été achevée en juin 2014. Le chemin de fer du lac Knob et Timmins est devenue opérationnel en novembre 2014 avec une exploitation à partir de l'été 2015.
En septembre 2013, Howse Minerals Limited (HML), filiale à 100 % de TSMC, fut créée pour exploiter le gisement Howse.
Fin 2015, New Millenium Iron Corp., détenue à 27% par Tata Steel, décida alléger les investissements nécessaires au développement de ses gîtes de fer dans la région de Schefferville. Le projet de livrer 23 millions de tonnes de fer par année fut réduit à 8 millions de tonnes.
En 2016, Tata Steel annonça investir jusqu'à 400 millions de dollars au cours des deux années suivantes pour accélérer le projet DSO. Le groupe avait déjà injecté plus de 1 milliard de dollars, constituant son plus important investissement dans le domaine minier à l'extérieur de l'Inde. Afin de relancer l'activité, en 2016, le gouvernement du Québec versa une contribution financière de 175 millions de dollars à Tata Steel Minerals Canada (avec une prise de participation à hauteur de 18%) pour appuyer la réalisation à Schefferville du projet DSO dans le cadre du Plan Nord, en favorisant les activités de transbordement dans le port de Sept-Îles où Tata Steel Minerals Canada est la première entreprise minière à utiliser les actifs ferroviaires et portuaires de la région de Pointe-Noire, acquis par la Société ferroviaire et portuaire de Pointe-Noire. TSMC appartient désormais à 77,68 % à la compagnie Tata Steel Minerals Canada, à 18,00 % au gouvernement du Québec (à travers Ressources Québec) et à 4,32 % à l'entreprise New Millennium Iron Corp.
En novembre 2022, Tata Steel Canada annonce cesser temporairement la majorité de ses activités à Schefferville en raison du contexte économique, notamment avec la baisse du prix du fer sur les marchés internationaux, impactant l'emploi d'une centaine de personnes et l'activité économique de Sept-Îles. La minière reprend ses activités à Schefferville en février 2023 en confiant à l'entreprise Construction & Expertise PG l'exploitation et la maintenance de son concentrateur à Schefferville, pour un contrat d’une durée de huit mois.
Le promoteur du projet Strange Lake pour l'ouverture d’une mine de terres rares au nord de Schefferville, Métaux Torngat, annonce en novembre 2022 un investissement de 50 M$ US en partenariat avec Cerberus Capital Management, pour avancer vers la production nord-américaine de minerai avec une faible empreinte carbone, qui transiterait par le port de Sept-Îles.
La compagnie ontarienne Metal Quest Mining fait l'acquisition au dernier trimestre de 2022 de 100% du gisement de minerai de fer du lac Otelnuk à 170 km au nord de Schefferville afin de relancer un des plus grands projets de minerai de fer non développés en Amérique du Nord évalué à 13 G$ par les anciens promoteurs Adriana Ressources et la société chinoise Wuhan Iron & Steel.
La Compagnie Iron Ore du Canada détient toujours des permis sur le plateau nord de la rivière Howells à travers sa filiale Schefferville Iron Ore Exploration Corp.

## Gisements
Le secteur de Schefferville comptait 27 mines en 1982 :
- 15 mines au Labrador dont 7 actives (Timmins 3, Timmins 4, Timmins 6, Timmins 7, Redmond 1, Redmond 2, Ruth Lake 9), 7 épuisées (Timmins 1, Timmins 2, Ruth Lake 3, Ruth Lake 5, Wishart 1, Wishart 2, Rowe) et 1 anciennement active non épuisée (Gill / Ruth Lake 1) ;
- 11 mines au Québec dont 2 actives (Knox, Ferriman 1), 8 épuisées (French, Gagnon A / Ferriman 3, Gagnon B / Ferriman 5S, Gagnon C / Ferriman 5N, Retty / Fleming 5, Rowe / Ferriman 1S, Fleming 3N) et 1 anciennement active non épuisée (Star Creek).

Ces mines, toutes à ciel ouvert, étaient exploitées à l'ouest et au sud-ouest de Schefferville, la plupart à proximité immédiate de la ville.
À ces mines d'ajoutaient de nombreux gisements non exploités, principalement situés au nord-ouest de Schefferville :
- 23 gisements au Labrador (James, Kivivic 1 à 5, Redmond 2B et 5, Houston 1 à 3...) ;
- 30 gisements au Québec (Goodwood 1, Sunny Lake 1 à 5, Timmins 3S, Fleming 7S et 9, Sawmill 1...)[58].

Les mines de Schefferville sont exploitées en 2018 par Tata Steel Minerals Canada en collaboration avec New Millennium Iron Corp. dans le cadre de leur projet d'extraction du minerai de fer à enfournement direct (DSO).
Labrador Iron Mines Holdings Limited (LIMHL) qui avait relancé l'exploitation minière en juin 2011 et détient des droits miniers sur les gisements de fer, n'est plus active depuis 2014. La société est engagée dans l'extraction de minerai de fer et dans l'exploration et le développement de projets d'expédition directe de minerai de fer (« Projets Schefferville ») dans la partie centrale de la région de la fosse du Labrador.
Les Projets Schefferville de Labrador Iron Mines comprennent plusieurs stades. Ils sont reliés par la voie ferrée directe Transport ferroviaire Tshiuetin au port de Sept-Îles sur l'océan Atlantique et bénéficier d'infrastructures établies, notamment la ville de Schefferville, un aéroport, des routes, de l’énergie et un service ferroviaire. Les gisements proches de Schefferville sont principalement accessibles par des routes en gravier alors que les endroits éloignés de la ville ne sont accessibles que par hélicoptère.
Les gisements de minerai de fer qui composent les Projets Schefferville sont divisés en deux parties distinctes, l'une dans la province de Terre-Neuve-et-Labrador et l'autre dans la province de Québec. Chaque tranche est détenue par une filiale distincte à 100 % de LIMHL, comme suit :
- Labrador Iron Mines Limited (LIM) est titulaire de quatre concessions minières couvrant environ 510 hectares, de onze concessions superficielles couvrant environ 2 008 hectares et de 25 licences de droits miniers (ramenées de 60 à 40 nouvelles licences groupées) à Terre-Neuve. et Labrador, couvrant environ 15 650 hectares dans l'ouest de Terre-Neuve et du Labrador. Aux termes d'un accord de coentreprise avec Tata Steel Minerals Canada (TSMC), LIM (49 %) et Howse Minerals Limited (HML, 51 %) détiennent deux licences de droits miniers transférées de LIM en 2013 (une seule licence divisée en deux nouvelles licences de droits miniers) à Terre-Neuve-et-Labrador, couvrant environ 975 hectares dans l'ouest de Terre-Neuve-et-Labrador ;
- Mines Schefferville inc. (SMI) détient 447 titres miniers au Québec, couvrant environ 14 342 hectares[61].

Les gisements de stade 1 comprennent les mines James (5 km à l'ouest de Schefferville) et Redmond (25 km au sud-est de Schefferville), les gisements adjacents ainsi qu'une installation de traitement (« Silver Yards »).
Les gisements du stade 2 Houston (14 km au sud-est de Schefferville) et Malcolm (11 km au sud-est de Schefferville), validés en avril 2013, devraient produire environ 2 à 3 millions de tonnes de minerai par an, avec une durée de vie initiale de la mine de 8 à 10 ans.
Le gisement de stade 3 Howse, situé à 20 kilomètres de Schefferville, au départ détenu par LIM, fut en suite partagé en septembre 2013 dans une coentreprise entre LIM (49 %) et Howse Minerals Limited (51 %) filiale de Tata Steel Minerals Canada Limitée (TSMC).
Après avoir cessé l'exploitation de ses mines en 2014, LIM a cédé sa part restante dans la propriété Howse à TSMC en mars 2015.
En 2016, HML prévoyait d'exploiter le gisement Howse en s'aidant des infrastructures minières adjacentes. Le gisement se trouve sur le territoire de Terre-Neuve-et-Labrador, situé entre Irony Mountain, le lac Pinette et Timmins 4 (le site des opérations de TSMC). La mine devait entrer en exploitation à partir de 2017 jusqu'en 2032 pour un total de 15 ans. Le projet a été validé en avril 2018 par l’Agence canadienne d'évaluation environnementale. Cette autorisation devait permettre à la compagnie de commencer ses travaux d'extraction de minerai de fer dès le mois d'août 2018 sur le territoire de Terre-Neuve-et-Labrador.
Le gisement Kivivic, situé à environ 43 km au nord-ouest de Schefferville, sera développé lors du stade 3.
D'autres projets sont prévus autour de Schefferville à un stade encore exploratoire.
LIMHL détient 20 gisements de minerai de fer à enfournement direct (DSO) au Québec et Labrador (anciennement détenus par IOC) dont 10 au Québec exploités par sa filiale Schefferville Mines Inc. (SMI).

## Économie
Depuis 2011, Schefferville connaît un nouveau souffle avec l’arrivée des deux compagnies minières Labrador Iron Mines en 2011 et New Millennium Iron Corp. avec l'aciériste indien Tata Steel Ltd en 2012.
L'énergie est produite par la centrale hydroélectrique Menihek située à 35 km du site sur la rivière Ashuanipi. La ligne électrique existante qui alimente Schefferville et Kawawachikamach passe par les exploitations de Labrador Iron Mines.
Le seul moyen de transport pour le minerai de fer de la région de Schefferville au port de Sept-Îles est par chemin de fer. Composés de deux sections principales, ces chemins de fer ont été construits à l'origine par IOC pour son expédition de minerai de fer à partir des installations portuaires à Sept-Îles et sont en opération continue depuis 50 ans. Le tronçon de Schefferville à la jonction Emeril long de 217 km est géré par Transport Ferroviaire Tshiuetin inc. (TSH). Le chemin de fer TSH appartient et est exploité par un consortium de trois organisations autochtones des Premières Nations du Québec. Le tronçon de 360 km à partir de la jonction Emeril est opéré par Québec North Shore and Labrador Railway Company Inc. (QNS&L), une filiale en propriété exclusive de IOC.
La reprise des activités minières dans le secteur de Schefferville a apporté des retombées financières importantes tout en attirant de nouveaux travailleurs, entraînant une forte hausse du coût des logements dans la ville.
En 2019, le fer québécois devint de plus en plus populaire, surtout sur le marché chinois. Le minerai nécessite peu de transformation, notamment celui de Schefferville du fait de sa grande pureté. Le prix du minerai était en hausse et les projets d'agrandissements des minières se multipliaient sur la Côte-Nord.

## Autochtones
En vue de la reprise de l'exploitation des mines de fer de Schefferville, des accords ont été conclus par Labrador Iron Mines avec les Premières Nations, comprenant des engagements en termes d'emploi local, de programmes de formation, d'opportunités d'affaires, de protection de l'environnement et d'engagement communautaire :
- Juillet 2008 : Nation innue du Labrador ;
- Septembre 2010 : Nation naskapie de Kawawachikamach ;
- Juin 2011 : Nation innue de Matimekush-Lac John ;
- Février 2012 : Innu Takuaikan Uashat Mak Mani-Utenam.

Les employés du Québec représentent environ 40 % du personnel, avec 100 travailleurs, dont 50 autochtones en haute saison. Les compagnies minières ont mis sur pied des programmes de formation pour favoriser l'accès à l'emploi pour les autochtones.
En juillet 2012, une cinquantaine d'Innus de la communauté de Matimekosh bloquèrent l'accès aux chantiers de Tata Steel et Labrador Iron Mines.
La Compagnie minière IOC exploite le fer depuis soixante ans sans avoir versé de compensations aux Autochtones du Québec. Elle a négocié une entente dont le contenu demeure inconnu avec les deux communautés innues du Labrador. En avril 2019, six ans après avoir entamé des procédures pour obtenir une compensation monétaire de 900 millions de dollars de la part de la Compagnie minière IOC, les Innus se sont retrouvés en Cour suprême du Canada.
L'exploitation minière par Tata Steel a entraîné des rejets d'eau rouge autour de ses installations. En août 2018, Tata Steel confirma une entente de principe avec le conseil de bande de Matimekush-Lac-John, en s’engageant notamment à réduire son empreinte environnementale. Le conseil innu de Matimekush-Lac John s'est alarmé de ces rejets. Les porte-parole en environnement des divers partis de l'opposition à l'Assemblée nationale du Québec se sont inquiétés du danger de ces déversements sur la faune et sur la flore, mais aussi sur les populations innues et naskapies qui vivent encore du territoire, reprochant notamment au gouvernement François Legault son manque de transparence dans cette affaire. Une plainte fut déposée le 18 mai 2019 à Environnement Canada et au gouvernement de Terre-Neuve-et-Labrador, la communauté innue de Matimekush-Lac John faisant état de multiples problèmes concernant un dépotoir à ciel ouvert où seraient jetés divers déchets.
La Politique de consultations des communautés autochtones propre au secteur minier, entrée en vigueur le 22 octobre 2019 ne comporte pas l'obligation de consulter les communautés autochtones en amont de projets miniers.
Tata Steel a payé près de 100 000 $ en 2022 pour cette infraction pour avoir contrevenu à la Loi sur la qualité de l’environnement concernant les eaux rouges en 2022,.
Des experts affirment que les conséquences du déversement des eaux rouges vont perdurer, notamment sur la faune aquatique.
Après leur fermeture, des minières marquent encore l’environnement de Schefferville, avec des eaux rouges, tuyaux de plastique et de métal laissés à l'abandon.